# Малинівська сільська рада (Покровський район)
Малинівська сільська рада (до 2016 року — Улянівська) — орган місцевого самоврядування у Покровському районі Донецької області з адміністративним центром у с. Малинівка.

## Населені пункти
Сільській раді підпорядковані населені пункти:
- с. Малинівка
- с. Мирне
- с. Шевченко Перше

## Склад ради
Рада складалася з 14 депутатів та голови.

## Керівний склад сільської ради
| ПІБ                   | Основні відомості                                                         | Дата обрання | Дата звільнення |
| --------------------- | ------------------------------------------------------------------------- | ------------ | --------------- |
| Рой Лариса Миколаївна | Сільський голова, 1954 року народження, освіта, позапартійна              | 26.03.2006   | 31.10.2010      |
| Рой Лариса Миколаївна | Сільський голова, 1954 року народження, освіта вища, член Партії регіонів | 31.10.2010   |                 |

Примітка: таблиця складена за даними джерела